# روبرت مارکوسی
روبرت مارگوسی (زاده ۲۳ مرداد ۱۳۵۵)، بازیکن بازنشسته فوتبال سابق ارمنی‌تبار اهل ایران است که هم‌اکنون کمک مربی فعلی باشگاه آرارات تهران است.

## باشگاهی
از باشگاه‌هایی که در آن بازی کرده‌است می‌توان به آرارات تهران، صبا باتری، برق شیراز، پیکان قزوین و آلومینیوم اراک اشاره کرد.

## تیم ملی
وی همچنین در تیم ملی فوتبال ایران بازی کرده‌است. نخستین بازی ملی خود را در چارچوب جام ال جی ۲۰۰۶ در تاریخ ۶ اکتبر ۲۰۰۶ در مقابل اردن انجام داده‌است.